# Alypia hudsonia
Alypia hudsonia är en fjärilsart som beskrevs av H.Edw. 1884. Alypia hudsonia ingår i släktet Alypia och familjen nattflyn. Inga underarter finns listade i Catalogue of Life.